# Бабич Ярослав Леонідович
Ярослав Леонідович Бабич (25 березня 1976 — 25 липня 2015) — один із засновників та юрист батальйону «Азов», заступник керівника штабу Цивільного Корпусу «Азов».

## Біографія
Ярослав Бабич народився 25 березня 1976 року в місті Шостка Сумської області України.
В 1993 році закінчив Київську середню школу № 261 (Харківський район). Цього ж року вступив на юридичний факультет Військового інституту Київського національного університету імені Тараса Шевченка. Вищу освіту завершив отриманням диплома спеціаліста права КВ № 10467993 від 20 червня 1998 року.
Під час навчання з листопада 1997 року по червень 1998 року працював юристом сектора забезпечення діяльності Постійного представника Президента України у Верховній Раді України Адміністрації Президента України. Напрямок діяльності: аналіз законопроєктів, поданих на розгляд Верховної ради України на предмет відповідності чинному законодавству, якості законодавчої техніки.
З червня 1998 року по березень 2000 року служив у Збройних Силах України на посаді юрисконсульта військової частини А-3653, м. Бориспіль.
З березня 2000 року по липень 2001 року займався власною юридичною практикою.
З липня 2001 року по липень 2002 року працював у юридичній компанії «Агентство з питань боргів і банкрутства» на посаді Генерального директора.
З липня 2002 року по 17 січня 2003 року працював на посаді юрисконсульта ЗАТ «Торговий Дім „Укрексімнафтопродукт“».
З 20 січня 2003 року по липень 2004 року Юридична фірма «Салком», юрист судового департаменту.
З липня 2004 року по березень 2005 року. Адвокатська контора «Байбарза і Волков», керівник судового департаменту.
З березня 2005 року працював юристом юридичного відділу ЗАТ «Інвестиційна компанія „ІТТ-Інвест“».

### Євромайдан і російсько-українська війна
2013 року звільнився за власним бажанням з компанії «ІТТ-Інвест» та почав роботу у юридичній службі «Правого Сектору». Працював там до весни 2014 року.[джерело?]
29 квітня 2014 року — обрано головним юристом ГО Товариство Сприяння ЗСУ та ВМС «Патріот України».[джерело?]
Із початком війни на Донбасі став одним із засновників батальйону «Азов». У червні-жовтні 2014 був керівником навчально-мобілізаційного центру батальйону.
0.12.2014 року[уточнити] Ярослава Бабича включено до реєстру Волонтерів АТО згідно листа ГУ ДФС України в м. Києві ДПІ України у Дарницькому р-ні ГУ ДФС м. Києва від 30.12.2014 № 7559 /Б/26-51-18-05-101.[первинне джерело]
З березня 2015 року  — Головний юрист, член Головного проводу Громадської Організації Товариство Сприяння Збройним Силам України та Військово-морському Флоту «Цивільний Корпус „Азов“».[джерело?]

### Смерть
26 липня 2015 року зранку Ярослава Бабича знайшли повішеним у власній квартирі на «шведській стінці». Увечері напередодні він повернувся з Карпат, де тривали навчання бійців «Азова». Дорогою поговорив із дружиною і більше на зв'язок не вийшов. Похований на Байковому кладовищі в Києві (ділянка № 33).

## Громадська діяльність і погляди
Був членом СНА.
Був одним із співзасновників батальйону «Азов». Обіймав посаду начальника навчально-мобілізаційного центру батальйону «Азов».[неякісне джерело] Окрім цього керував юридичним відділом волонтерського об'єднання при батальйоні та займався ідеологічною підготовкою бійців підрозділу.

За словами його дружини Лариси Бабич:

| За місяць до смерті Ярослав вже думав йти з полку «Азов». В нього на той час були непорозуміння. Казав, що, на жаль, приходять вже не ті люди, не з чистим минулим. Говорив, що, мабуть, йому там не місце. |
| — Лариса Бабич, дружина |

Ярослав займався збором коштів для батальйону «Азов».[неякісне джерело]
За релігією Ярослав належав до рідновірів.[джерело?]

## Розслідування смерті
Ярослава Бабича знайшли повішеним у власній квартирі на «шведській стінці» вранці 26 липня 2015 року. Офіційна версія слідства — самогубство. Крім того, за фактом смерті Ярослава поліція відкрила кримінальне провадження за статтею 115 Кримінального кодексу («умисне вбивство»).
Станом на 2016 рік, Лариса Бабич, вдова Ярослава, 9 разів намагалася змінити статус «свідок» на «потерпіла» і стати повноправним учасником процесу, проте щоразу діставала відмови. У поліції Київської області ж повідомили, що вона не мала б бути потерпілою, бо Бабич, за версією слідства, помер у результаті нещасного випадку.
За словами Лариси, з початком слідства їй не давали ознайомлюватися з матеріалами справи. Вона стверджувала, що багато чого виглядало підозріло: з тіла було знято прикраси, вузол не виглядав так, що людина сама могла повіситись. Підозри, за її словами, викликає також те, що смерть сталася в дитячій кімнаті перед великими портретами трьох власних дітей. За словами Лариси, Лучанський патологоанатом їй стверджувала, що Ярослав — збоченець, і що він займався таким видом сексуального збочення як придушування, і порадила не підіймати справу, оформивши все як самогубство. На думку дружини, ймовірн вбивці вдалися до інсценування, щоб дискредитувати Ярослава в очах своїх побратимів, а також хотіли бути впевненими в тому, що родичі загиблого відмовляться встановлювати істину, щоб не ганьбитися. Мотивом вбивства вона вважала фінансові та ідеологічні непорозуміння з керівництвом «Азову» та «Цивільного Корпусу», оскільки Ярослав мав доступ до внутрішніх фінансових документів «Азову» та «Цивільного Корпусу». Лариса також сказала, що Ярослав був добре знайомий із на той час першим заступником голови Нацполіції Вадимом Трояном, який переконував її не підіймати шуму у справі.
На думку директора Інституту Практичної Політики Богдани Бабич, вірогідним вбивцею Ярослава є Сергій Коротких, на прізвисько «Боцман», з яким він мав внутрішній ідеологічний конфлікт стосовно подальшого існування та фінансування «Азову». Ця версія підкріплюється тим, що Коротких вмів зав'язувати мотузку на «морський вузол». Саме на мотузці, зав'язаній «морським вузлом», і був повішений Ярослав.
У 2018 році Олег Однороженко, ідеолог Соціал-Національної Асамблеї, звинуватив в організації вбивства Ярослава Бабича Сергія Коротких. У відповідь представники партії Національний корпус звинуватили Однороженка у брехні.
На прес-конференції у Києві 2019 року Лариса Бабич заявила, що убивцею є Сергій Коротких. Вона закликала забрати справу з поліції, передати її Службі безпеки України, і поновити розслідування, а також надати охорону її родині. За її словами, знищити докази і матеріали провадження наказав Вадим Троян, на той час начальник поліції Київської області, внаслідок чого було знищено всі дані з вилученого ноутбука Бабича. Вона сказала, що перешкоджали розслідуванню Антон Геращенко (депутат і радник міністра внутрішніх справ), Арсен Аваков (міністр МВС) та лідер «Нацкорпусу» Андрій Білецький.

| Вбивцею мого чоловіка є Сергій Коротких, позивний Боцман. Люди з «Азова» розповіли, що він навіть хизувався цим вбивством. |
| — Лариса Бабич, прес-конференція в прес-центрі Українських Новин. 2019.                                                    |

### Інтерв'ю
- Павел Себастьянович (14 травня 2014), Ярослав Бабич. Донбасс - трудный ребёнок, архів оригіналу за 16 квітня 2022, процитовано 9 червня 2017
- Павел Себастьянович (23 квітня 2014), Ярослав Бабич. Правый сектор за объединение славян, архів оригіналу за 16 квітня 2022, процитовано 9 червня 2017